# Lhorong
| Tibetische Bezeichnung                     |
| ------------------------------------------ |
| Tibetische Schrift: ལྷོ་རོང་རྫོང་               |
| Wylie-Transliteration: lho rong rdzong     |
| Offizielle Transkription der VRCh: Lhorong |
| THDL-Transkription: Lhorong                |
| Chinesische Bezeichnung                    |
| Vereinfacht: 洛隆县                        |
| Pinyin:Luòlóng Xiàn                        |

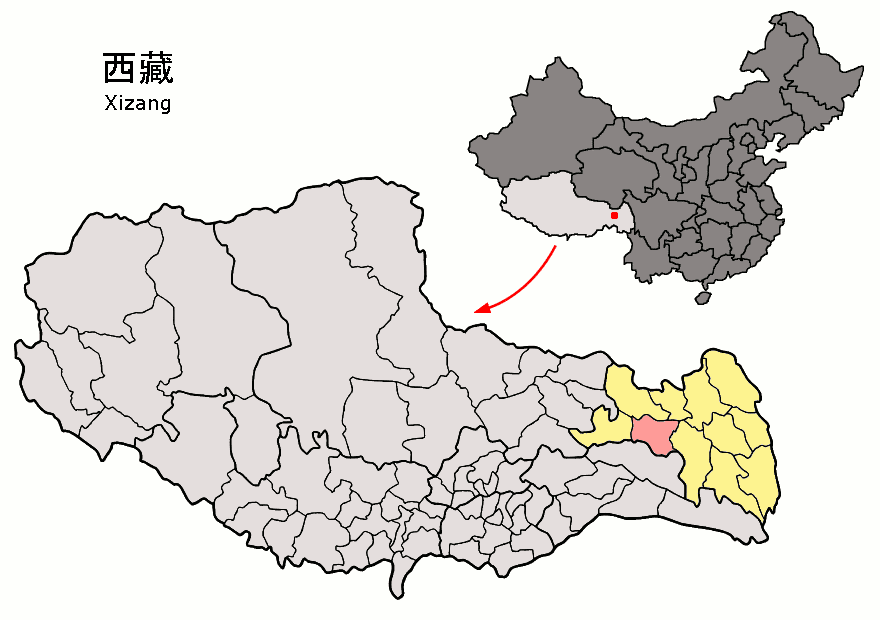
Lage des Kreises Lhorong (rosa) in Qamdo

Der Kreis Lhorong gehört zum Verwaltungsgebiet der Stadt Qamdo im Osten des Autonomen Gebiets Tibet in der Volksrepublik China. Die Fläche beträgt 8.027 Quadratkilometer und die Einwohnerzahl 53.185 (Stand: Zensus 2020). 1999 zählte Lhorong 39.280 Einwohner.

## Administrative Gliederung
Auf Gemeindeebene setzt sich der Kreis aus vier Großgemeinden und sieben Gemeinden zusammen. Diese sind (Pinyin/chin.):
- Großgemeinde Zituo (孜托镇)
- Großgemeinde Shuodu (硕督镇)
- Großgemeinde Mali (马利镇)
- Großgemeinde Kangsha (康沙镇)

- Gemeinde Dalong (达龙乡)
- Gemeinde Xinrong (新荣乡)
- Gemeinde Baida (白达乡)
- Gemeinde Yuxi (玉西乡)
- Gemeinde Zhongyi (中亦乡)
- Gemeinde Exi (俄西乡)
- Gemeinde Lajiu (腊久乡)